# Polymeria marginata
Polymeria marginata är en vindeväxtart som beskrevs av George Bentham. Polymeria marginata ingår i släktet Polymeria och familjen vindeväxter. Inga underarter finns listade i Catalogue of Life.